# Йоркський університет
Йоркський університет, Університет Йорку (англ. York University, фр. Université York) — провідний заклад вищої освіти Канади, розташований у м. Торонто, в провінції Онтаріо. Це третій за розміром канадський університет і другий за розміром вищий навчальний заклад в Онтаріо.
У Йоркському університеті навчається приблизно 51 000 студентів та працює близько 7000 викладачів, загальна кількість випускників університету в цілому світі дорівнює 250 000. До складу входять десять факультетів, серед яких — факультет вільних мистецтв та прикладних досліджень, факультет науки та техніки, бізнес-школа імені Шуліха, юридична школа імені Осґуд-Хола, Ґлендон-коледж, педагогічний факультет, факультет образотворчих мистецтв, факультет захисту навколишнього середовища, факультет медицини та 28 дослідницьких центрів.
Йоркський університет бере участь у Канадській космічній програмі. Факультет науки та техніки є провідною канадською установою з досліджень Марса, вченими цього факультету було створено декілька інструментів з досліджень космічного простору та методик, які використовує НАСА.
В університеті вперше в Канаді було інституціоналізовано декілька PhD програм у різних сферах досліджень, зокрема й жіночих, або феміністських, досліджень. Школа соціальної роботи університету визнається однією з найбільш соціально чутливих програм у країні. Бізнес-школа та юридичний факультет університету регулярно займають високі рейтингові позиції серед інших провідних закладів Канади та в цілому світі.

## Історія
Йоркський університет було засновано в 1959 році як світський навчальний заклад, що відзначилося підписанням Акту Йоркського університету, який отримав Королівську санкцію на Законодавчій Асамблеї Онтаріо 26 березня того ж року. Перші заняття відбулися у вересні 1960 року у Фалконер-Холі Торонтського університету, де були присутні 76 студентів.
За модель керування університетом спочатку було обрано Акт Університету Торонто, який було підписано у 1906 році, таким чином було затверджено дворівневу систему правління, яка складалася із Сенату (викладацький склад), відповідального за академічну політику, та Ради Директорів (громадян), який здійснювали повний контроль над фінансовою політикою та мали формальну владу у вирішенні інших питань. Президент, який призначався радою, мав забезпечувати зв'язок між цими двома гілками влади та бути інституційним лідером.
Восени 1961 року Йорк переїхав до свого першого кампусу, Ґлендон-коледжу, та почав приділяти увагу гуманітарним наукам і заочному навчанню. Він став більш незалежним від Університету Торонто у 1965 році, коли перейшов під юрисдикцію Акту Йоркського університету. Того ж року відкрився і головний кампус університету у Норт-Йорку.
Мюррей Росс, ім'я якого і посьогодні вшановують в університеті, де було створено Премію Мюррея Дж. Росса, був президентом Університету Торонто, коли йому запропонували стати новим президентом Йоркського університету. У той час Йоркський університет все ще базувався в кампусі Університету Торонто, аж поки Росс не виправив цю ситуацію таким чином, що Йоркський університет став повністю незалежною інституцією.
У 1965 році в університеті було відкрито другий кампус — Кіль Кампус (фр. Keele Campus) Йоркського університету у Норт-Йорку. Ґлендон-кампус перетворився на двомовний гуманітарний коледж під керівництвом Ескота Райда, який розглядав його як інституцію національного значення, де могли б виховуватися майбутні лідери Канади. Ці погляди розділяв і Прем'єр-Міністр Лестер Пірсон, який офіційно відкрив Ґлендон-коледж у 1966 році.
1970-го року в Йоркському університеті було відкрито першу студентську програму з танців у Канаді. Перша канадська PhD програма з жіночих досліджень відкрилася у січні 1992 року, для участі в ній було обрано п'ять кандидаток.
Білінґвічність та фокус на гуманітарних науках продовжує виокремлювати спеціальний статус Ґлендона в Йоркському університеті. Новий Кіль-кампус розглядався як дещо ізольований, бо його було розташовано в індустріалізованій частині міста. Вздовж по вулиці можна було побачити сховища для зберігання бензину. Протягом останніх двох десятиліть кампус було прикрашено новими спорудами, в тому числі й Студентським Центром, новими адміністративними будівлями факультету образотворчих мистецтв, комп'ютерних наук та бізнес-школи, торговельним центром та хокейною ареною. Тенісний стадіон Рексалл-Центру (англ. The Rexall Centre) було побудовано у 2004 році, тепер він приймає тенісний турнір Мастерс Канада. Торонто розширювався, тож згодом Йорк зайняв відносно центральне місце в межах Великого Торонто, де він розташовується в районі Джейн та Фінч.
У березні 1997 року студенти зайняли офіси університетської адміністрації, протестуючи проти підвищення платні за навчання. 6 листопада 2008 року Сенат Йоркського університету призупинив заняття через страйк професорів, які працювали за контрактом, асистентів-викладачів та асистентів-студентів. 2 лютого 2009 року навчальний процес в університеті було відновлено.

## Відомі випускники університету
Див. також Випускники Йоркського університету
- Джек Лейтон (*1950), лідер Нової демократичної партії Канади з 2003 по 2011 роки.
- Алекс Шнайдер (*1969), голова корпорації «Мідленд Металз Інтернешнл Інк», канадський мільярдер.
- Рейчел Макадамс (*1978), канадська акторка.
- Малін Акерман (*1978), канадська акторка та модель.
- Лора Вандервурт (*1984), канадська акторка.
- Лоуренс Девід Фрідман (*1948), британський історик.
- Даніель Марі-Мадлен Жорре де Сент Жорре (1941—1997), політик Сейшельських Островів..
- Сенді Рінальдо, телеведуча.

## Галерея

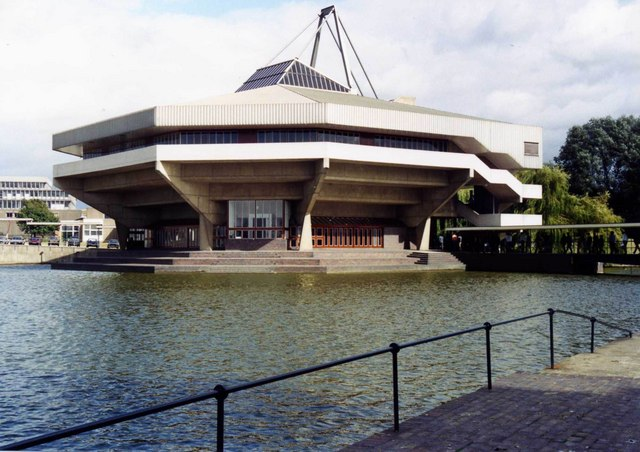
Центральний Холл Йоркського університету
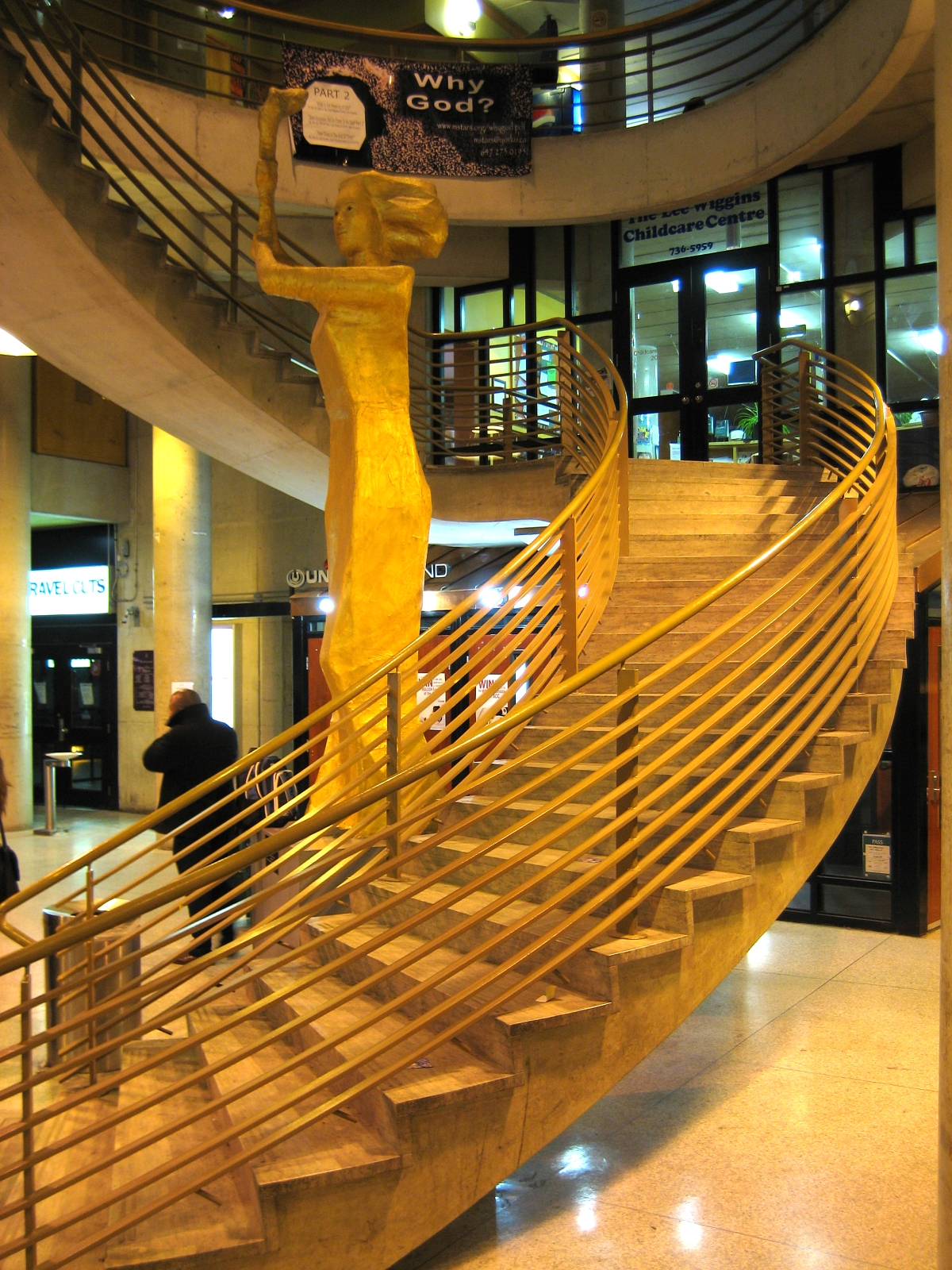
Богиня Демократії у Студентському Центрі
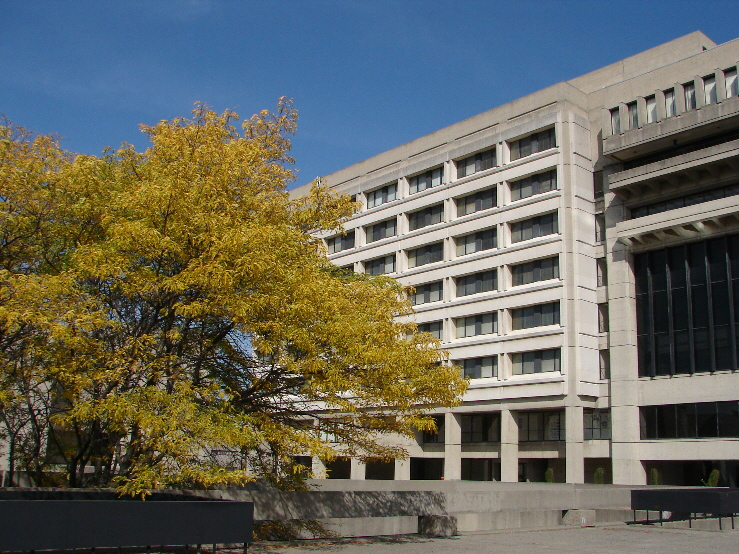
Будівля факультету гуманітарних та соціальних наук
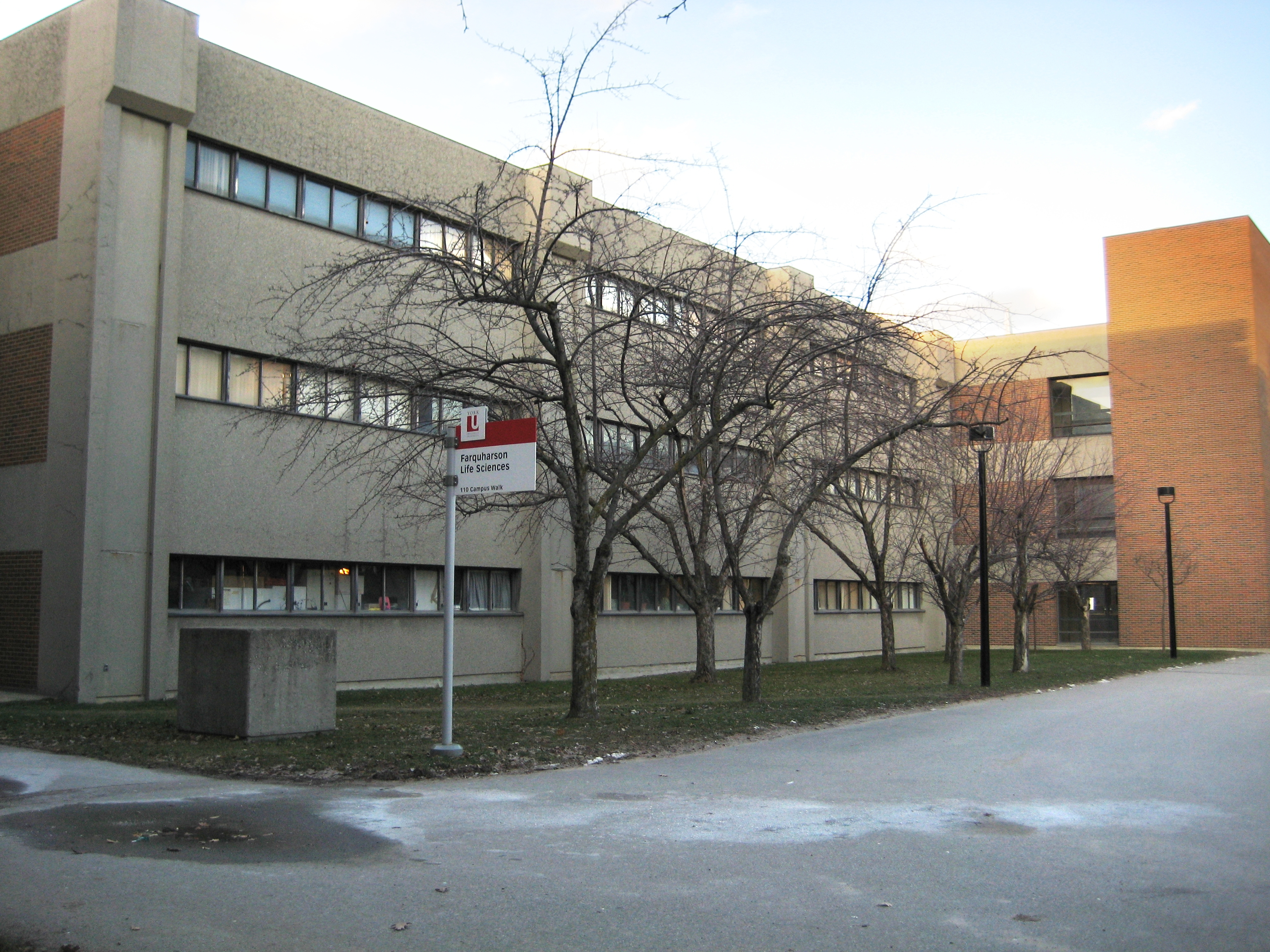
Будівля факультету медичних наук
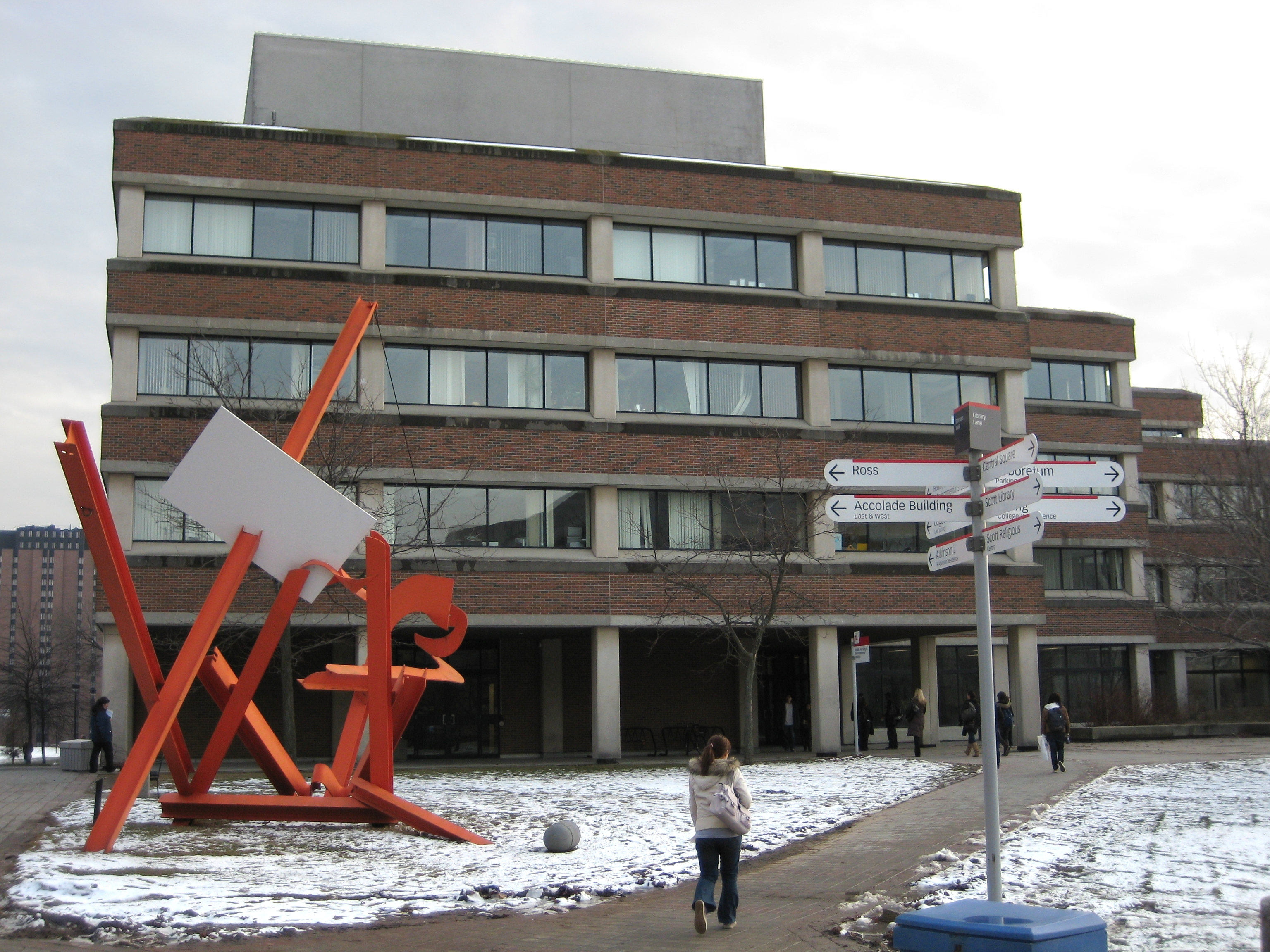
Будівля факультету охорони наколишнього середовища
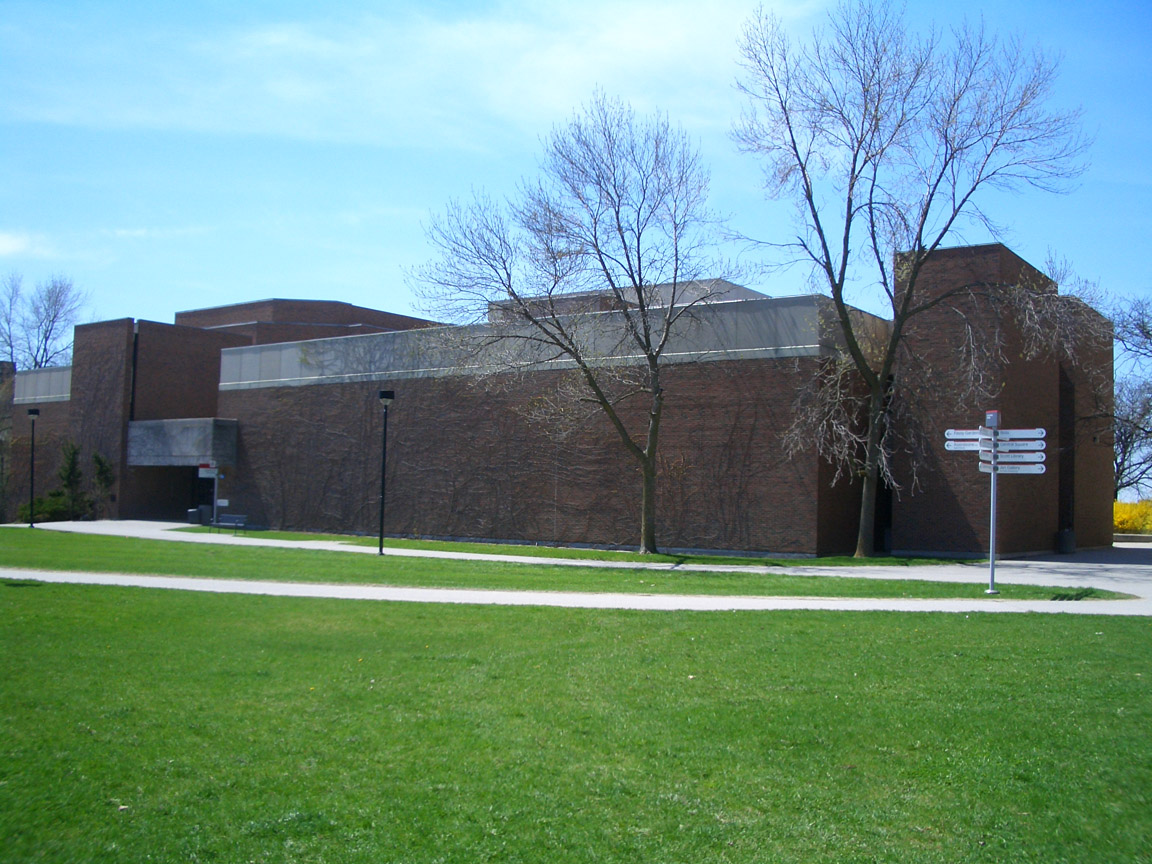
Юридичний факультет
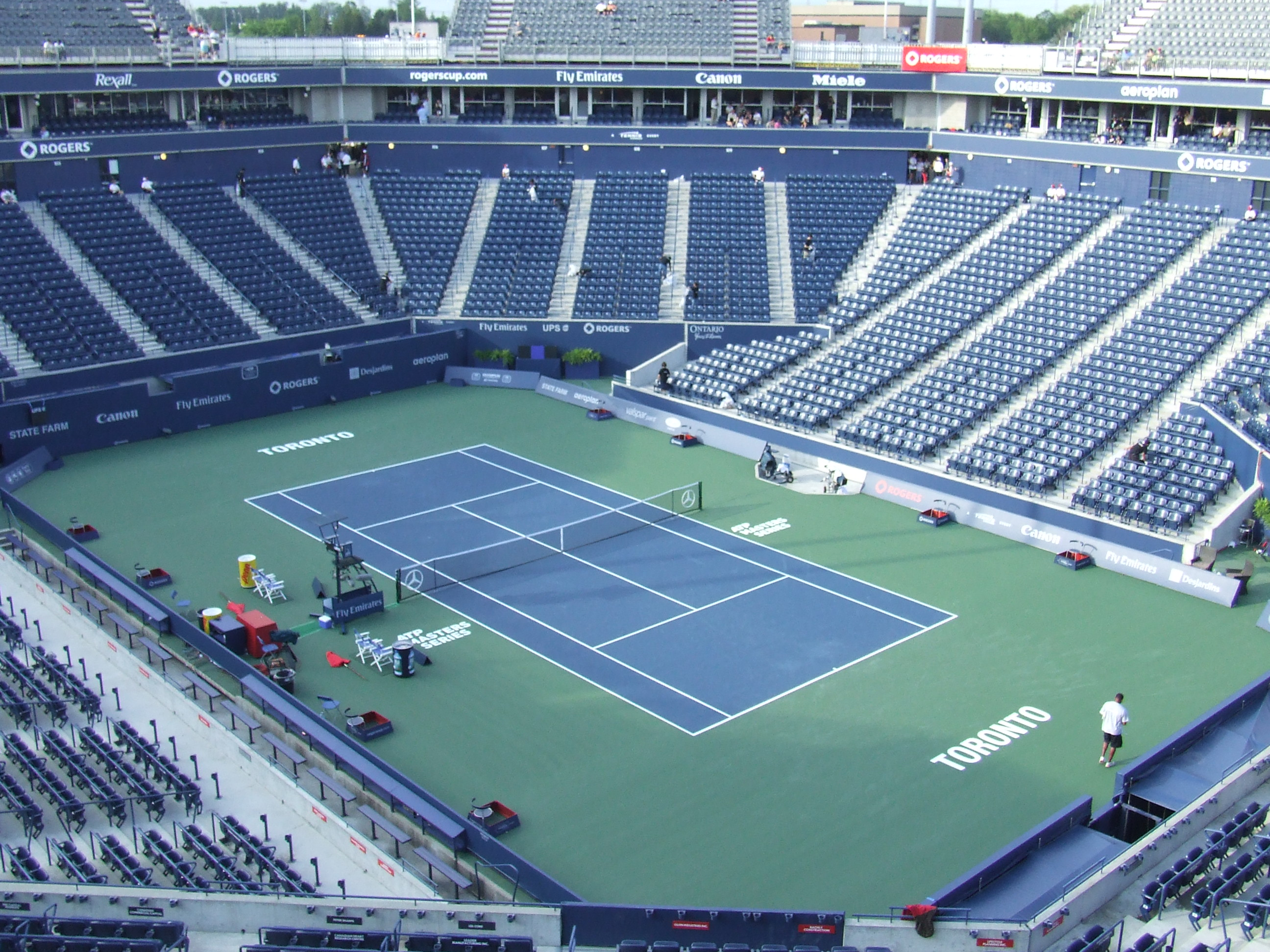
Рексалл-Центр
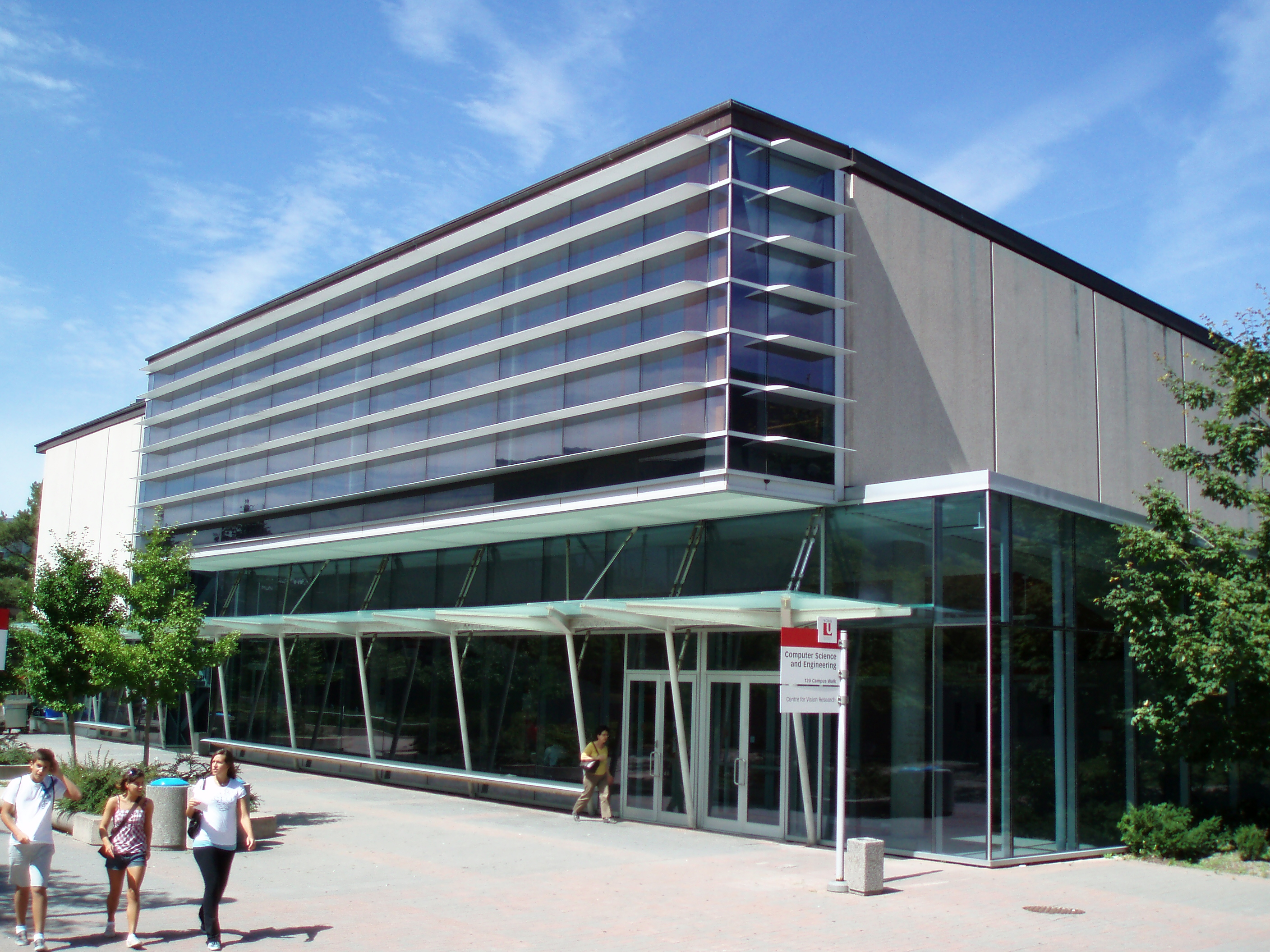
Будівля факультету комп'ютерних та технічних наук
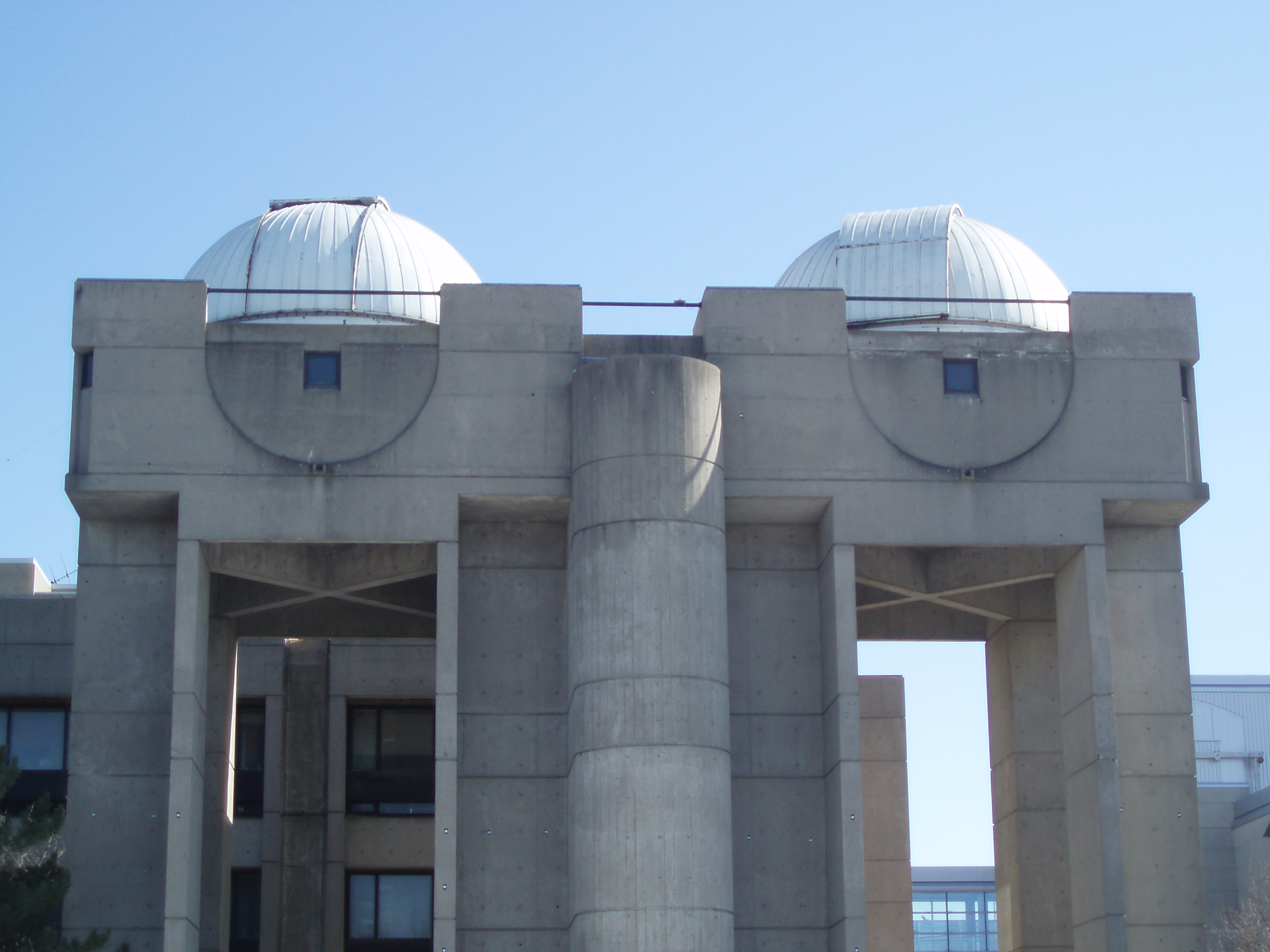
Обсерваторія Йоркського університету
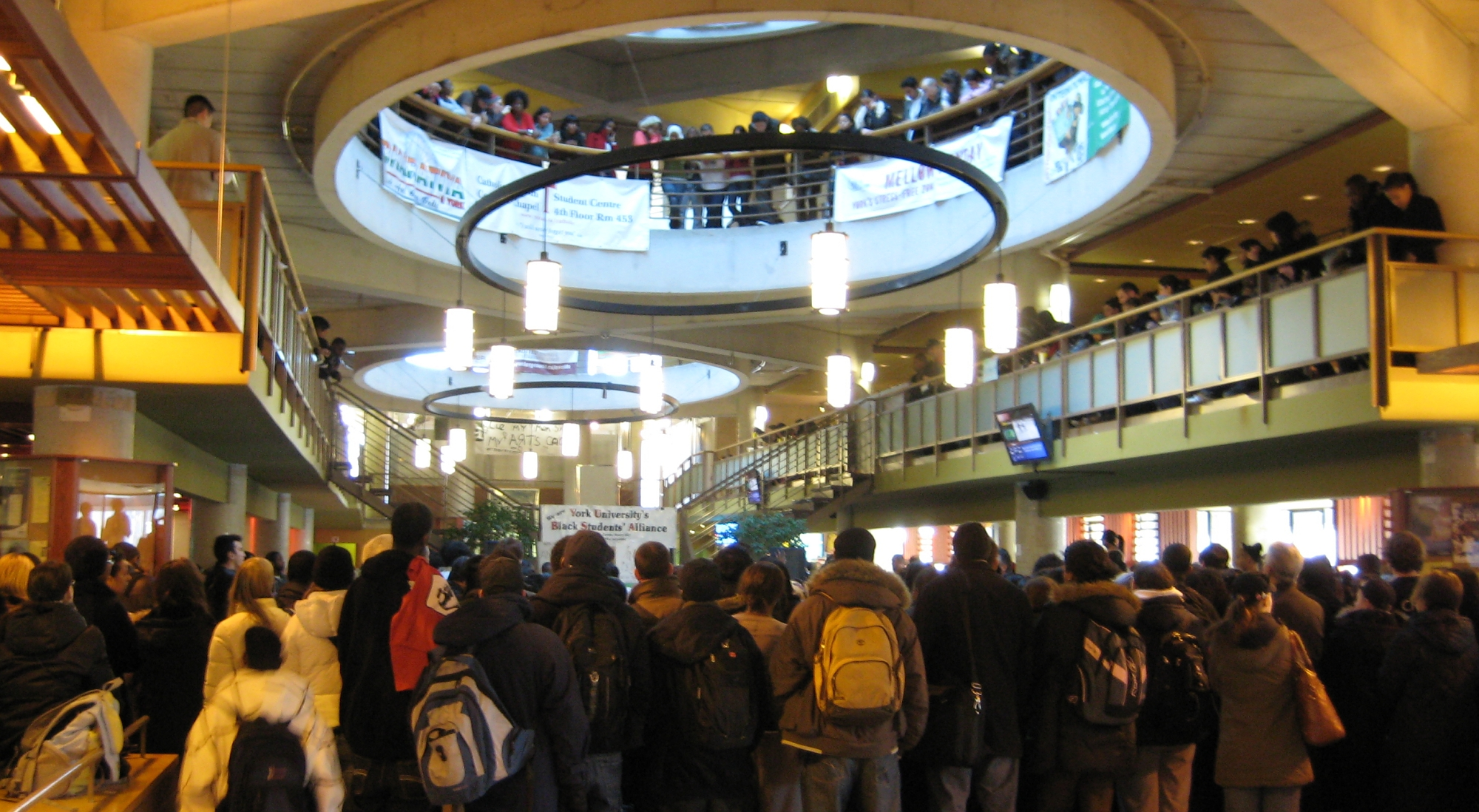
Протести у Студентському Центрі
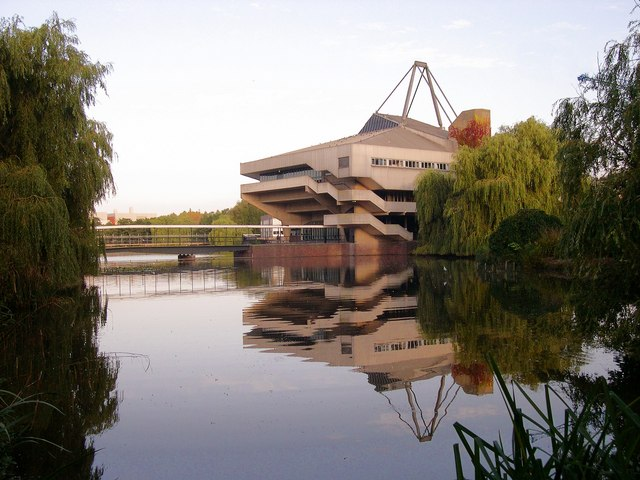
Центральний Холл